# Bizanet
Bizanet (okzitanisch: Bisanet) ist Ort und eine Gemeinde mit 1.749 Einwohnern (Stand 1. Januar 2022) im Süden Frankreichs im Département Aude in der Region Okzitanien.

## Lage
Der Ort Bizanet liegt im äußersten Osten des Berglands der Corbières in einer Höhe von etwa 42 Metern ü. d. M. Die nächstgrößere Stadt ist Narbonne (ca. 13 Kilometer Fahrtstrecke östlich). An der westlichen Gemeindegrenze verläuft das Flüsschen Aussou.

## Bevölkerungsentwicklung
| Jahr      | 1968 | 1975 | 1982 | 1990 | 1999 | 2007 | 2012 |
| Einwohner | 1169 | 1009 | 1013 | 1039 | 1082 | 1233 | 1451 |

Im 19. Jahrhundert stieg die Zahl der Einwohner von etwa 550 auf über 2000 Personen an. Die Reblauskrise im Weinbau und die Mechanisierung der Landwirtschaft führten seitdem zu einem kontinuierlichen Bevölkerungsrückgang. Die Nähe zur Großstadt Narbonne hat in den letzten Jahrzehnten wieder zu einem Anstieg der Einwohnerzahlen geführt.

## Wirtschaft
Ein Großteil der landwirtschaftlichen Flächen ist dem Weinbau vorbehalten. Einige der hügeligen Weinfelder liegen innerhalb der geschützten Herkunftsbezeichnung Corbières; andere werden über die Appellation Vin de Pays de l’Aude vermarktet. Einige leerstehende Häuser sind zu Ferienwohnungen (gîtes) umgewandelt worden.

## Geschichte
Auf dem Gemeindegebiet wurden kleinere steinzeitliche Funde gemacht, die die Anwesenheit früher Menschen beweisen.
In römischer Zeit wurde der bereits von griechischen Kolonisten angepflanzte Wein mehr und mehr verbreitet. Noch im 10. Jahrhundert existierte ein Landgut (villa rustica) in Bician des Granoulières; zur Verteidigung gegen die Mauren und andere potentielle Angreifer wurden auf mehreren Hügelkuppen Burgen gebaut.
Im späteren Mittelalter war die Kirche Saint-Pierre-aux-Liens eine Prioratskirche, bis sie im Jahr 1279 dem Erzbistum Narbonne unterstellt wurde.

## Sehenswürdigkeiten

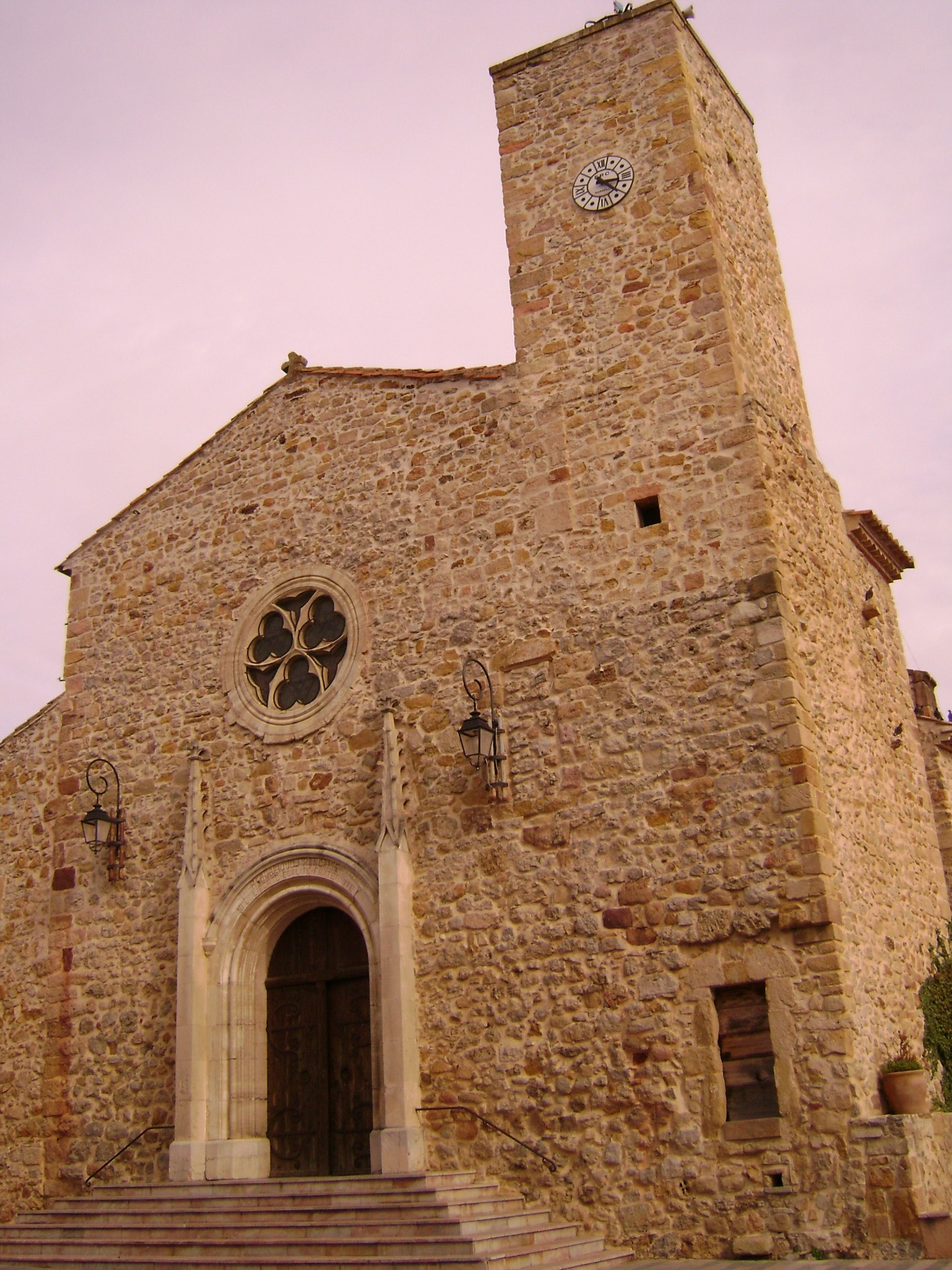
Kirche Saint-Pierre-aux-Liens

- Das kleine Altstadtviertel enthält noch einige wenige Bruchsteinhäuser.
- Die Existenz einer Pfarrkirche Saint-Pierre-aux-Liens (Sankt Peter in Ketten) lässt sich urkundlich bis ins 10. Jahrhundert zurückverfolgen. Der heutige Bruchsteinbau stammt jedoch – trotz seines gotisch anmutenden Portals und dem darüber befindlichen runden Maßwerkfenster – aus dem 18. Jahrhundert.

Umgebung
- Das imposant auf einer Anhöhe gelegene Château de Saint-Martin de Toques (43° 7′ 44″ N, 2° 52′ 8,8″ O) entstammt dem 12. und 14. Jahrhundert. Es war bis zur Französischen Revolution von kleinen Wohnhäusern umgeben, die jedoch im 19. Jahrhundert allesamt verschwanden. Heute befindet es sich in Privatbesitz und wurde bereits im Jahr 1926 als Monument historique[1] anerkannt.
- Das ebenfalls in Privatbesitz befindliche Château de Gaussan (43° 8′ 6,7″ N, 2° 50′ 31,6″ O) war ein mittelalterliches Priorat der Abtei von Fontfroide; im 19. Jahrhundert wurde es in einem historisierenden Stil restauriert und ist seit 1986 als Monument historique[2] eingestuft. Von 1994 bis 2008 beherbergte es die Abtei Gaussan.